# Thamesmead Town FC
Thamesmead Town Football Club was een voetbalclub die oorspronkelijk gevestigd was in Thamesmead in Zuidoost-Londen en in 2017 naar Dartford verhuisde. 
In 1969 werd Thamesmead FC opgericht dat in 1973 fuseerde met Southlake FC. In 1985 werd de naam Thamesmead Town FC. In 1991 sloot de club zich aan bij de Kent League en bereikten ze de vijfde ronde van de FA Vase in het seizoen 1995-96. In het seizoen 2007-2008 werden ze kampioen van de Kent League Premier Division en promoveerden ze naar de Isthmian League Division One North voor het seizoen 2008-2009. In het seizoen 2012-2013 wonnen ze de play-offs van de Division One North en promoveerden ze voor het eerst in hun geschiedenis naar de Isthmian League Premier Division. Het volgende seizoen eindigden ze op de 22e plaats en degradeerden ze dus terug. In oktober 2018 maakte de club bekend dat ze zou ophouden te bestaan.